# Parada Niepodległości

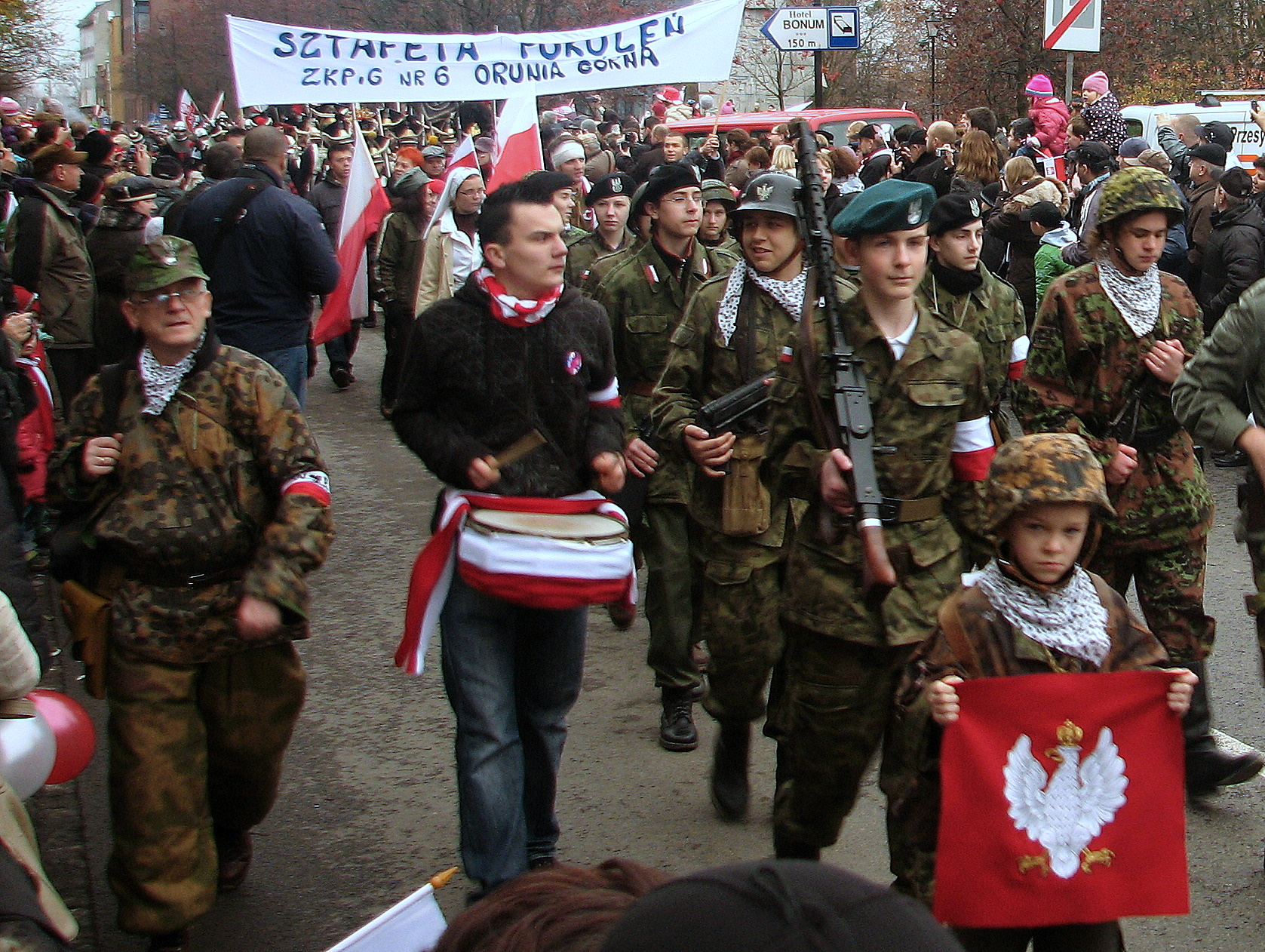
Parada niepodległości w Gdańsku, 2010

Parada Niepodległości – doroczna obywatelska manifestacja w Gdańsku w dniu Narodowego Święta Niepodległości. Jest prawdopodobnie największą imprezą tego typu w kraju.
Po raz pierwszy Parada Niepodległości odbyła się w Gdańsku w 2003 i wzięło w niej udział ok. 6 tys. osób. W 2004 i 2005 w przemarszu uczestniczyło ok. 10 tys. gdańszczan. Trasa parady liczy ok. 1500 metrów i prowadzi od Targu Rybnego do Targu Drzewnego, gdzie znajduje się pomnik króla Jana III Sobieskiego i gdzie odbywają się uroczystości oficjalne. Po nich, na Targu Węglowym organizowane są imprezy towarzyszące. W 2005 była to m.in. inscenizacja bitwy ulicznej z powstania warszawskiego.
Najważniejszym założeniem Parady Niepodległości jest jej obywatelski charakter. Oznacza to, że w przemarszu może wziąć udział każdy bez konieczności wcześniejszych uzgodnień. Przed Paradą w 2003, organizatorzy mówili: Parada ma być tak duża, jak duży jest kapitał społeczny w Gdańsku. Ma odzwierciedlać inicjatywę obywateli. Chcielibyśmy, aby ludzie pochwalili się tym, co mają najlepszego. Jeśli więc ktoś prowadzi np. sklep warzywny niech choćby wytnie ze styropianu wielką marchewkę, pomaluje ją na biało-czerwono i przyjdzie z nią. Jeśli jest grupa miłośników gołębi, może uświetnić ten dzień przychodząc z tymi ptakami. Ktoś, kto umie grać na jakimś instrumencie, niech zagra dla innych.
Parada Niepodległości jest organizowana przez Stowarzyszenie SUM w Gdańsku. Współorganizatorami jest blisko 100 organizacji i stowarzyszeń, a także Prezydent Miasta Gdańska.